# Albion (Schiff, 1863)
Die Albion war eine 1863 gebaute, deutsche Bark, die am 3. Juli 1903 vor der dänischen Küste in der Nordsee einen Seeunfall erlitt, aber noch am selben Tag von Fischern geborgen und unversehrt nach Esbjerg eingebracht wurde.

## Seeunfall
Die aus Holland stammende, seit dem Frühjahr 1903 in Emden beheimatete Albion war nach einer gründlichen Reparatur am 2. Juli 1903 aus Emden mit Kurs auf Trelleborg ausgelaufen. Ihre Ladung bestand aus 430 Tons Kleinkoks. Das Schiff war nicht versichert. Kapitän Johannes Hagemann aus Neuefehn war mit 1/30 Anteil an der Reederei des Schiffs beteiligt. Die Reederei wurde im Seeamtspruch namentlich nicht erwähnt.
Bei der Ausfahrt war der Kapitän nicht nüchtern und auch später nur wenig an Deck. Die Navigation oblag daher dem Steuermann Jan Lammers und dem Bootsmann Harm Gerdes Havermann, die sich auf Wache abwechselten.
Kurz vor Mittag des 3. Juli nahm Lammers ein Besteck, um den Standort des Schiffes zu bestimmen. Da er befürchtete, aufgrund der diesigen Luft die Sonne nicht genau angepeilt zu haben, berechnete er die Schiffsposition zusätzlich aufgrund der gesteuerten Kurse und zurückgelegten Distanzen. Demnach musste sich das Schiff in unmittelbarer Nähe zum Horns-Riff-Feuerschiff befinden, das allerdings noch nicht gesichtet wurde.
Gegen 12.00 Uhr wurden zwei Masten gesichtet, die man für die Masten des Feuerschiffs hielt. Zu diesem Zeitpunkt war der Kapitän wieder betrunken und unzurechnungsfähig. Bei dem Versuch, sich dem vermeintlichen Feuerschiff zu nähern, geriet die Bark auf dem „Cancer“, einer Untiefe in der Nähe von Blåvandshuk, auf Grund. Die Besatzung geriet in Panik und drängte unter Führung des Bootsmanns den Steuermann Lammers, das Schiff sofort zu verlassen, obwohl es offensichtlich nicht beschädigt war. Lammers schloss sich der Forderung der Besatzung an und überredete schließlich auch den betrunkenen Kapitän, mit ihnen das Schiff zu verlassen. Um 14.15 Uhr wurde das Schiff verlassen und das vermeintliche Horns-Riff-Feuerschiff angerudert, angeblich, um Schlepperhilfe für die Albion anzufordern.
Tatsächlich handelte es sich bei den gesichteten Masten jedoch nicht um die des Feuerschiffs, sondern eines gestrandeten Kutters. Wie das Seeamt Emden in seiner Verhandlung am 3. Oktober 1903 feststellte, konnte dieser Irrtum nur dadurch entstanden sein, dass die an Bord befindliche englische Seekarte der Bucht von Helgoland aus dem Jahr 1900 nicht konsultiert worden war, auf der die Feuerschiffe von Horns Riff und Vyl verzeichnet waren.
Die Albion kam indessen bei Flut von selbst wieder frei und begann zu treiben. Sie wurde noch am selben Nachmittag von Fischern gefunden, besetzt und am Abend des 3. Juli in wasserdichtem Zustand nach Esbjerg eingebracht.

## Spruch des Seeamts
Das Seeamt erhob gegen Kapitän Hagemann schwere Vorwürfe, sowohl in Bezug auf seine Trunkenheit als auch dem Umstand, dass nicht gelotet worden war, um den Standort des Schiffs zu bestimmen. Letzterer Vorwurf wurde auch gegen den Steuermann erhoben. Ihm wurde jedoch zugutegehalten, dass er sich auf den wesentlich erfahreneren Kapitän verlassen hatte. Andererseits wurde kritisiert, dass er nach der Strandung den Kopf verloren und nicht gelotet habe und sich außerdem nicht energisch dem Wunsch der Besatzung, das Schiff zu verlassen, entgegengestellt habe. Für Lammers sprach allerdings, dass der Kapitän inzwischen an Deck gekommen war und letztlich selbst für die Rettung des Schiffs zuständig war.
Das Seeamt entschied daher, zwar in einem Punkt der Forderung des Reichskommissars für die Seeämter Brake und Emden zu entsprechen und Kapitän Hagemann das Patent zu entziehen, andererseits aber Lammers sein Patent zu belassen.

## Die Strandung derAlbionim Kontext von treibenden Segelschiffswracks
Der Fall der Albion war, abgesehen von den eigenartigen Begleitumständen, in diesem Fall der Betrunkenheit des Kapitäns, auch noch zu Beginn des 20. Jahrhunderts durchaus keine Ausnahme. Segelschiffe wurden häufig von ihrer Besatzung verlassen, trieben dann aber, meistens auf einer Holzladung, oftmals noch jahrelang auf See und stellten für andere Segelschiffe und kleine Dampfer eine außerordentliche Gefahr dar.
Das berühmteste Wrack dieser Art war die Fanny Wilston, die im Nordatlantik vom 15. Oktober 1891 bis zum 21. Oktober 1894 46 Mal erkannt dem Hydrographischen Institut der U.S. Navy gemeldet worden war. Auf dieser Trift hatte sie eine Strecke von gut 8.000 sm bzw. 15.000 km zurückgelegt. Danach ist das Wrack offensichtlich versunken. Die U.S. Navy begann daher ab 1894 mehr oder weniger systematisch, derartige Wracks (drifting derelicts) im Nordatlantik aufzuspüren und mittels Sprengstoff oder Torpedos zu versenken. Dazu wurde insbesondere der Dynamitkanonenkreuzer USS Vesuvius eingesetzt.